# Vernejo
Vernejo es una localidad del municipio español de Cabezón de la Sal, en Cantabria. Está situado en una vega junto al río Saja, a 127,23 metros de altitud y su población es de 738 habitantes (INE, 2023). Se encuentra a 1,23 kilómetros de la capital municipal.

## Historia
Constituyó, junto a Ontoria, el lugar o concejo de Hontoria y Bernejo, una de las ocho aldeas que formaban el distrito administrativo del valle de Cabezón, dentro de la merindad de Asturias de Santillana, en el Becerro de las Behetrías de 1352.
Durante el Trienio Constitucional (1820-1823), Ontoria-Vernejo, junto con Santibáñez-Carrejo y Cabezón, constituyeron el municipio de Cabezón de la Sal. 
En 1987 la localidad fue visitada por la infanta Elena de Borbón. Durante el rodaje de Los otros, en 2001, la actriz Fionnula Flanagan (que interpretó el papel de Mrs. Bertha) y el equipo de iluminación se hospedaron en Vernejo. 

## Administración
El alcalde pedáneo es Óscar López Soto, del Partido Popular  (PP) , quien en las elecciones locales de 2023 resultó reelegido. Completan la Junta Vecinal Germán de la Vega Jenaro, Carlos Sánchez Samperio, Sara Ibañez Macho de [Partido Popular] y Rosa María Fernández Ruiz del Partido Regionalista de Cantabria (PRC).
- Datos: Q6160618
- Multimedia: Vernejo / Q6160618